# Kim Ju-lee
Kim Ju-lee (김주리, nacida en 1969) es una matemática surcoreana que trabaja como profesora de matemáticas en el Instituto de Tecnología de Massachusetts (MIT). Su investigación involucra la teoría de la representación de grupos p-adic.

## Educación y carrera
Kim completó sus estudios universitarios en KAIST en 1991, y obtuvo un doctorado en la Universidad de Yale en 1997 supervisado por Roger Howe; en Yale, también fue tutelada por Ilya Piatetski-Shapiro. 
Después de un estudio postdoctoral en el Instituto de Estudios Avanzados y la Universidad de Míchigan, se unió a la facultad de la Universidad de Illinois en Chicago en 2002, y se mudó al MIT en 2007.

## Reconocimiento
En 2015, fue elegida como miembro de la American Mathematical Society "por sus contribuciones a la teoría de la representación de grupos semisímiles en campos locales no anónimos y por el servicio a la profesión".

## Personal
Está casada con Paul Seidel, al igual que ella, matemático del MIT.